# Nicella lanceolata
Nicella lanceolata är en korallart som beskrevs av Stephen D. Cairns 2007. Nicella lanceolata ingår i släktet Nicella och familjen Ellisellidae. Inga underarter finns listade i Catalogue of Life.